# Le Journal hebdomadaire
Le Journal hebdomadaire  (LJH) était un hebdomadaire marocain d’expression française créé en 1997 par Aboubakr Jamaï, Ali Amar, Hassan Mansouri et Mohamed Mouslim, au départ sous le nom Le Journal. 
Victime d'une "asphyxie financière" menée par les autorités du pays, l'aventure de cet hebdomadaire, réputé pour son indépendance, s'est achevée le 25 janvier 2010.

## Présentation
Le Journal est né sous Hassan II, mais selon l'hebdomadaire marocain Le Temps, « il est de coutume de dire que ses fondateurs sont "les enfants de l'alternance" ». Il est créé par Ali Amar, Aboubakr Jamaï et Hassan Mansouri, avant que Hassan Mansouri ne soit remplacé comme actionnaire, à la suite de différends de management et de ligne éditoriale, par Fadel Iraki. Ces fondateurs viennent du secteur bancaire et de la finance principalement. Ils ont pour modèle l’hebdomadaire La Vie économique, et sont favorables à une évolution démocratique du pays. 
Son premier numéro, paru le 17 novembre 1997, annonce l'arrivée au pouvoir d'Abderrahman Youssoufi et des socialistes. C'est un événement majeur dans l'histoire politique du Maroc contemporain : pour la première fois, le roi permet à ceux qui ont fourbi leurs armes contre son trône, durant quatre décennies, de constituer sun gouvernement. Les années du Journal en sont le miroir critique. Abderrahman Youssoufi est un avocat, militant des droits de l’homme, dirigeant de l’Union socialiste des forces populaires (USFP), ancien opposant au roi Hassan II. Il est appelé par le palais pour lancer, un an avant la mort du roi, des réformes nécessaires à une «démocratisation » du régime. C’est le gouvernement dit d’« alternance ».
Dans un premier temps, l'émergence de cette publication est vue d’un œil favorable par le pouvoir. Ce nouveau périodique indépendant gagne de l’argent, grâce à des revenus publicitaires, notamment par des publicités d'institutions bancaires comme la BMCE. Mais, il aborde aussi des sujets tabous,  les droits de l’homme, les années de plomb, l’islamisme, l’armée, le Sahara occidental, les affaires financières de la famille royale, etc. Des articles émettent même l’hypothèse  d’une implication d’Abderrahman Youssoufi dans le coup d’État raté du général Oufkir en 1971 contre Hassan II.  
Le Premier ministre Abderrahman Youssoufi utilise l’article 77 du Code de la presse, dont il a été pourtant victime par le passé, pour interdire cette publication, et, dans la foulée, d’autres périodiques comme le magazine d'actualité Demain fondé par Ali Lmrabet, un ancien du Journal. Les quarante jours d’interdiction sont financièrement un coup très dur contre Le Journal. 

## Censure
Les années suivantes sont difficiles, la lune de miel  avec le pouvoir étant définitivement terminée : le média subit des censures, des intimidations et un boycottage publicitaire,. Lorsqu’il évoque par exemple des activités immobilières de Mohamed Benaïssa, ministre des Affaires étrangères marocain, il est poursuivi, et subit une peine financière, après appel, de 500 000 dirhams de dommages et intérêts. Il subit encore une amende de 3 millions de dirhams pour des articles sur Claude Moniquet,. Lors de la crise internationale des caricatures de Mahomet, le 11 février 2006, Le Journal hebdomadaire est mis en cause pour avoir reproduit ces caricatures. Des manifestations sont déclenchées aux portes mêmes de la publication. En réalité, Le Journal hebdomadaire n'a pas publié les dessins incriminés. Il y a bien une photo d'un lecteur penché sur un journal européen où ont été publiées les caricatures, mais les dessins y sont floutés. Le journaliste Ali Amar défend l'idée d'un complot pour discréditer le journal. Un dirigeant du Parti de la justice et du développement déclare même avoir été incité par le palais à manifester devant les locaux du journal,.
Le 27 janvier 2010, les huissiers de justice mettent sous scellés les locaux, réclamant 4,5 millions de dirhams (environ 450 000 euros) au titre de créances dues en particulier à la Caisse de sécurité sociale pour la période 1997-2003, et au fisc marocain, par les deux maisons éditrices successives : Media Trust, puis Trimedia,. Le périodique jette l’éponge,,.  D'après ses fondateurs, c'est « l’aboutissement d’un processus d’asphyxie financière mené par le régime », tandis que selon la Caisse nationale de sécurité sociale (CNSS), son principal débiteur,  les poursuites judiciaires se sont effectuées légalement à partir de 2003 uniquement du fait de créances de plusieurs millions de dirhams non honorées.